# کنیچانین
کنیچانین (به صربی: Knićanin) یک منطقهٔ مسکونی در صربستان است که در Zrenjanin City واقع شده‌است. کنیچانین ۲٬۰۳۴ نفر جمعیت دارد و ۵۹ متر بالاتر از سطح دریا واقع شده‌است.